# چان چان
چان چان یک سایت باستانشناسی در منطقه لا لیبرتاد پرو می‌باشد و بزرگترین شهر دوران پیشاکلمبی در آمریکای جنوبی است که پنج کیلومتری غرب تروخیو واقع شده است.
مساحت این سایت باستان‌شناسی ۲۰ کیلومتر مربع می‌باشد.
چان چان در ۲۸ نوامبر ۱۹۸۶ در میراث جهانی یونسکو به ثبت رسید. این سایت توسط کنکیستادور و فرانسیسکو پیزارو کشف شد.